# پاتریک مولر
پاتریک مولر (انگلیسی: Patrick Müller؛ زادهٔ ۱۷ دسامبر ۱۹۷۶) یک بازیکن فوتبال اهل سوئیس است.
وی همچنین در تیم ملی فوتبال سوئیس بازی کرده‌است.